# Sveta ura
Sveta ura, sveti čas ili sveti sat (lat. Hora sancta), poznata i kao Getsemanska ura, katolička je pobožna tradicija provođenja jednoga sata u euharistijskom klanjanju u prisutnosti Presvetog Sakramenta. Također, obdržavaju je i neki luterani i anglikanci.
Getsemanska ura euharistijskog klanjanja osobito se obdržava na Veliki četvrtak i ostale četvrtke u godini. Dvostruka je zadaća svete ure: prva je sjediniti se s Isusom Otkupiteljem da se ublaži Pravednost Božja, a druga je tješiti Isusa u Njegovim patnjama u Getsemaniju.

## Sveto Pismo
Nadahnuće za Svetu uru je u Evanđelju po Mateju. Tijekom agonije u Getsemanskom vrtu, noć prije svog raspeća, Isus je govorio svojim učenicima: „Duša mi je nasmrt žalosna. Ostanite ovdje i bdijte sa mnom!” (Mt 26,39) Vrativši se učenicima nakon molitve, zatekao ih je kako spavaju i upitao je Petra: „Tako, zar niste mogli jedan sat probdjeti sa mnom? Bdijte i molite da ne padnete u napast! Duh je, istina, voljan, no tijelo je slabo.” (Mt 26,40-41)

## Povijest
Godine 1673. sveta Margareta Marija Alacoque izjavila je, da je imala viziju Isusa u kojoj joj je naređeno da svaki četvrtak navečer provede sat vremena kako bi meditirala o Isusovim patnjama u Getsemanskom vrtu. Ta je praksa kasnije postala raširena među katolicima.
Godine 1829. Père Robert Debrosse osnovao je Arhibratovštinu Svete ure u Paray-le-Monialu u Burgundiji, u Francuskoj. Godine 1911. dobio je pravo proširenja (agregacije) za cijeli svijet. Slično društvo pod nazivom „Sveta vječna Getsemanska ura” osnovano je u Toulouseu 1885., a kanonski je podignuto 1907. Godine 1909. primilo je oprost od pape Pija X.
Ne postoji jedinstven način pobožnosti Svete ure. U katoličkoj tradiciji potiče se praksa „svakodnevne svete ure”. Sveta ura može se organizirati u bilo koje vrijeme, ali je osobito plodonosna kada se održava redovito svaki dan ili tjedan. Nadbiskup Fulton John Sheen tijekom svog svećeništva prakticirao je svakodnevno pobožnost Svete ure i aktivno promicao tu praksu. Potaknuo je protestante da prakticiraju Svetu uru sa Svetim pismom.

## Vezane pobožnosti
Pobožnost Šest prvih četvrtaka je euharistijsko klanjanje kroz šest prvih četvrtaka u mjesecu kroz godinu. Nudi djela zadovoljštine i ima svoje porijeklo u Kristovim ukazanjima bl. Aleksandrini da Costa u Balazaru, u Portugalu, u 20. stoljeću.
Sat milosrđa je slična katolička pobožnost, koji se moli u 15:00 sati i časti Božje milosrđe. Temelji se na vizijama poljske redovnice sv. Faustine Kowalske.